# فقدان الميدان (فلم)
فقدان الميدان (بالإنجليزية: Losing Ground)، هُو فيلم كوميدي درامي أمريكي صدر سنة 1982 وأخرجته كاثلين كولينز.

## وصلات خارجية
- مقالات تستعمل روابط فنية بلا صلة مع ويكي بيانات